# Xian de Xinghe
Le xian de Xinghe (兴和县 ; pinyin : Xīnghé Xiàn) est un district administratif de la région autonome de Mongolie-Intérieure en Chine. Il est placé sous la juridiction de la ville-préfecture d'Ulaan Chab.

## Démographie
La population du district était de 292 785 habitants en 1999.